# بيدير كروير
بيدير سيفيرين كروير (بالدنماركية: Peder Severin Krøyer) (23 يوليو 1851-21 نوفمبر 1909)  رسامًا أنطباعياً نرويجيًا دنماركيًا - وأحد رسامين سكاجين. ولد في النرويج، ونشأ في كوبنهاغن. تعد أعماله من بين أغلى اللوحات الدنماركية على الأطلاق، وقد حقق العديد منها أسعارًا تزيد عن مليون كرونه.

## الحياة

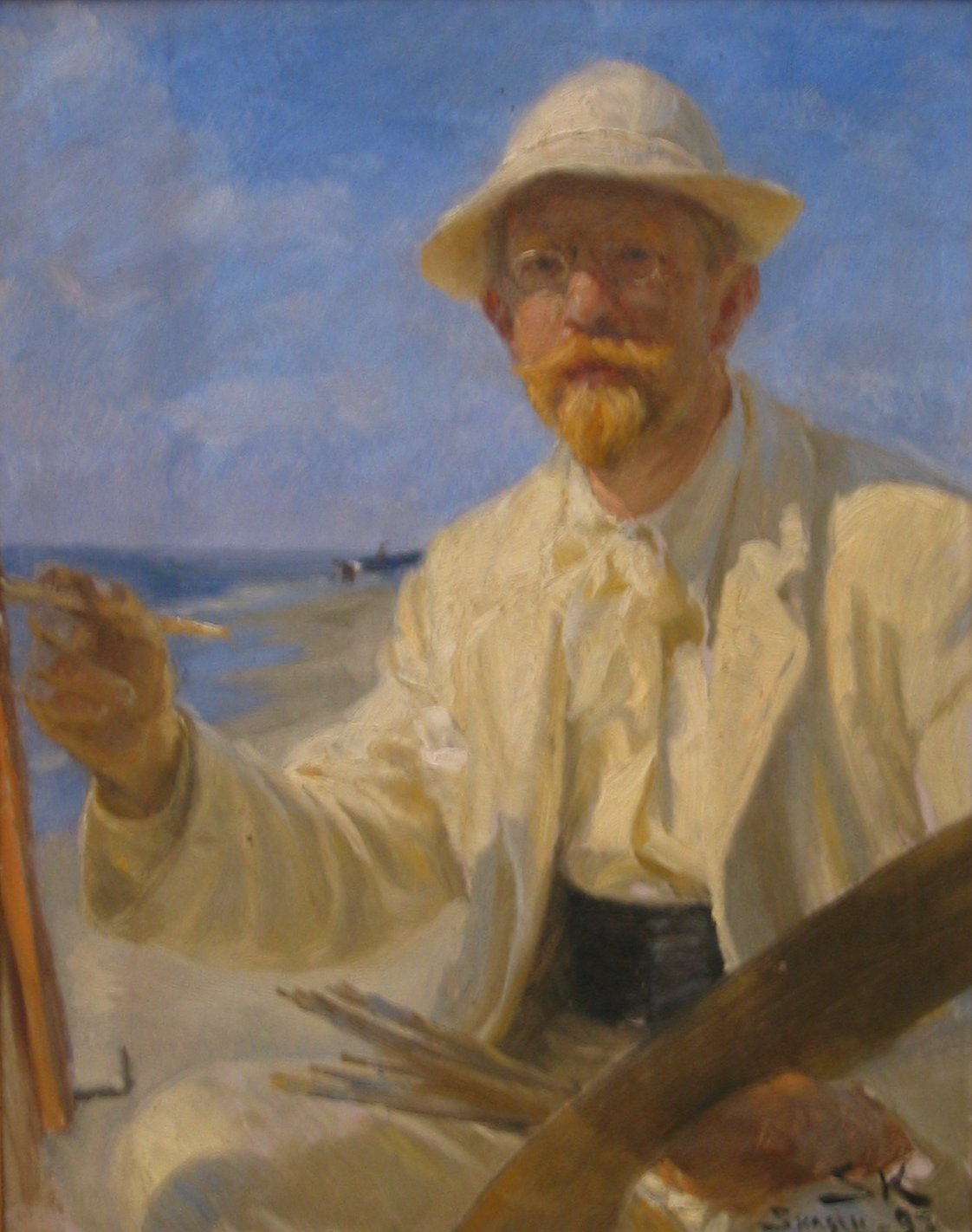
بيدير كروير بورترية ذاتية 1897

أظهر كروير قدراته المبكرة كرسام، بحيث قام برسم إحدى المنشورات البحرية لوالده بالتبني في أوائل ستينيات القرن التاسع عشر. بين عامي 1864 و1870 درس في الأكاديمية الملكية الدنماركية للفنون الجميلة - وفي عام 1873 حصل على ميدالية ذهبية ومنحة دراسية. في وقت لاحق من سبعينيات القرن التاسع عشر، أمضى الكثير من الوقت في مقاطعة هورنبيك، حيث عمل في الهواء الطلق مع رسامين آخرين. سافر إلى ألمانيا وفرنسا حيث عمل ودرس لعدة سنوات. في عام 1878 سافر إلى إسبانيا وإيطاليا حيث زار فلورنسا وسيينا وروما.

صانعي القبعات في القرية الايطالية بريشة كرولير 1878

هنا قام برسم العمل الواقعي الاجتماعي المثير للجدل، «القرية الايطالية صانعي القبعات»، والذي جعله مشهوراً في صالون باريس في ذلك العام، لكنه أثار استياءً كبيراً عندما عُرض في الدنمارك. حيث تم أ‘تبار فكرة صانعي القبعات المتعرقين والقذرين بغيضة. جعله اجتماع في باريس مع الزوجين الرسامين آنا أنشر ومايكل أنشر أن يسافر إلى سكاجين لأول مرة في عام 1882. ومنذ ذلك الحين، كان الصيف في سكاجين، والمفهوم: تم إنشاء رسامين سكاجين معه كمركز.

### الوظيفة المبكرة

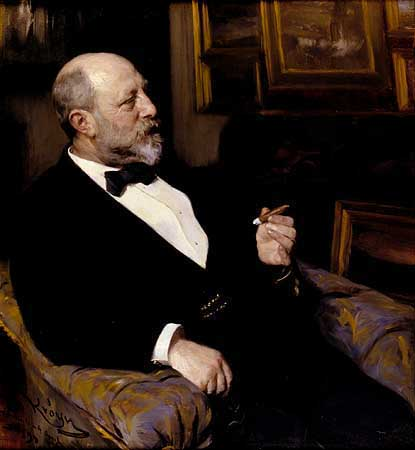
هاينريش هيرشسبرونغ بريشة كروير 1899

كان أول ظهور رسمي له كرسام في عام 1871 في شارلوتنبورغ مع صورة لصديقه، الرسام فرانس شوارتز. عرض بانتظام في شارلوتنبورغ طوال حياته. في عام 1874 ، اشترى هاينريش هيرشسبرونغ (مالك شركة تبغ دنماركي وراعي فنون وجامع أعمال فنية) أول لوحة له من كروير، مما أدى إلى رعاية طويلة الأمد بين الأثنين.

### كروير فيسكاجين
في عام 1882 عاد إلى الدنمارك. أمضى من يونيو إلى أكتوبر في سكاجين، التي كانت آنذاك قرية صيد نائية في الطرف الشمالي من الدنمارك، يرسم موضوعات من الحياة المحلية، بالإضافة إلى صور للمجتمع الفني هناك. سيستمر في الارتباط بالفن المتطور والمشهد الأدبي في سكاجين. ومن بين الفنانين الآخرين في سكاجين الكتاب هولجر دراخمان وجورج براندس وهنريك بونتوبيدان والفنانين مايكل أنشر وآنا كيرستين أنشر.

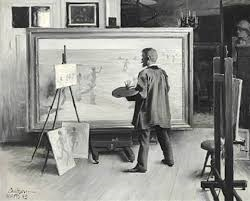
بيدير كروير في الأستوديو الخاص به بريشة باول غالقرية الايطالية صانعي القبعاتوستاف فيشر 1893

قسم كروير وقته بين منازل مستأجرة في سكاجين خلال فصل الصيف، وهي شقة شتوية في كوبنهاغن حيث عمل على صوره الكبيرة، والسفر خارج البلاد.

### السفر
بين عامي 1877 و1881 ، سافر كروير على نطاق واسع في أوروبا، والتقى بالفنانين، ودرس الفن، وطور مهاراته ونظرته. مكث في باريس ودرس تحت إشراف ليون بونات، وكان بلا شك تحت تأثير الانطباعيين المعاصرين أمثال كلود مونيه وألفريد سيسلي وإدغار ديغا وبيير أوغست رينوار وإدوارد مانيه.
واصل السفر طوال حياته، واستلهم باستمرار من الفنانين والثقافات الأجنبية. قدم هاينريش هيرشسبرونغ الدعم المالي لكروير خلال الرحلات المبكرة، واستمر في عرض أعماله في الدنمارك طوال هذه الفترة.

## كروير وماري

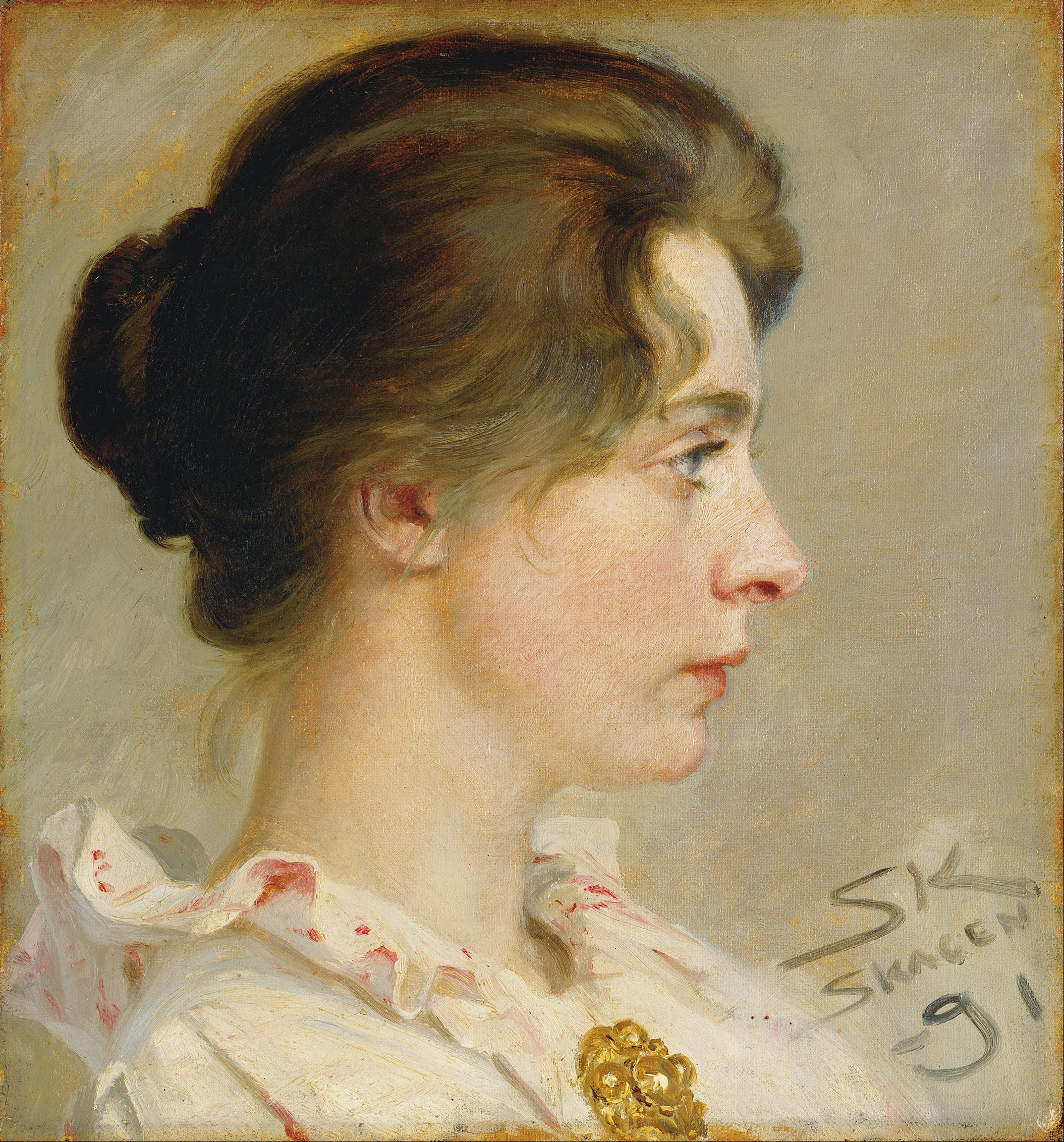
ماري كروير بريشة بيدير كروير 1891

في رحلة إلى باريس عام 1888 التقى كروير بماري التي كان يعرفها في كوبنهاغن. وقعا في الحب وتزوجا في 23 يوليو 1889 في منزل والديها في ألمانيا بعد قصة حب عاصفة. أصبحت ماري كروير، التي كانت أيضًا رسامة، مرتبطة بمجتمع سكاجين، وبعد زواجهما غالبًا ما ظهر في لوحات كروير. كان للزوجين طفل واحد، ابنة اسمها فيبك، ولدت في يناير 1895. انفصلا في عام 1905 بعد انفصال مطول.
ضعف بصر كروير تدريجياً خلال السنوات العشر الأخيرة من حياته حتى أصبح أعمى تمامًا. كان دائمًا متفائلًا، فقد رسم حتى النهاية تقريبًا، على الرغم من العقبات الصحية. في الواقع، رسم بعضًا من روائعه الأخيرة وهو نصف أعمى، مازحًا أن البصر في عينه العاملة أصبح أفضل مع فقدان العين الأخرى. توفي كروير في عام 1909 في سكاجين عن عمر يناهز 58 عامًا بعد سنوات من تدهور صحته. كما كان يدخل المستشفيات ويخرج منها ويعاني من نوبات من الامراض العقلية.

## الأعمال

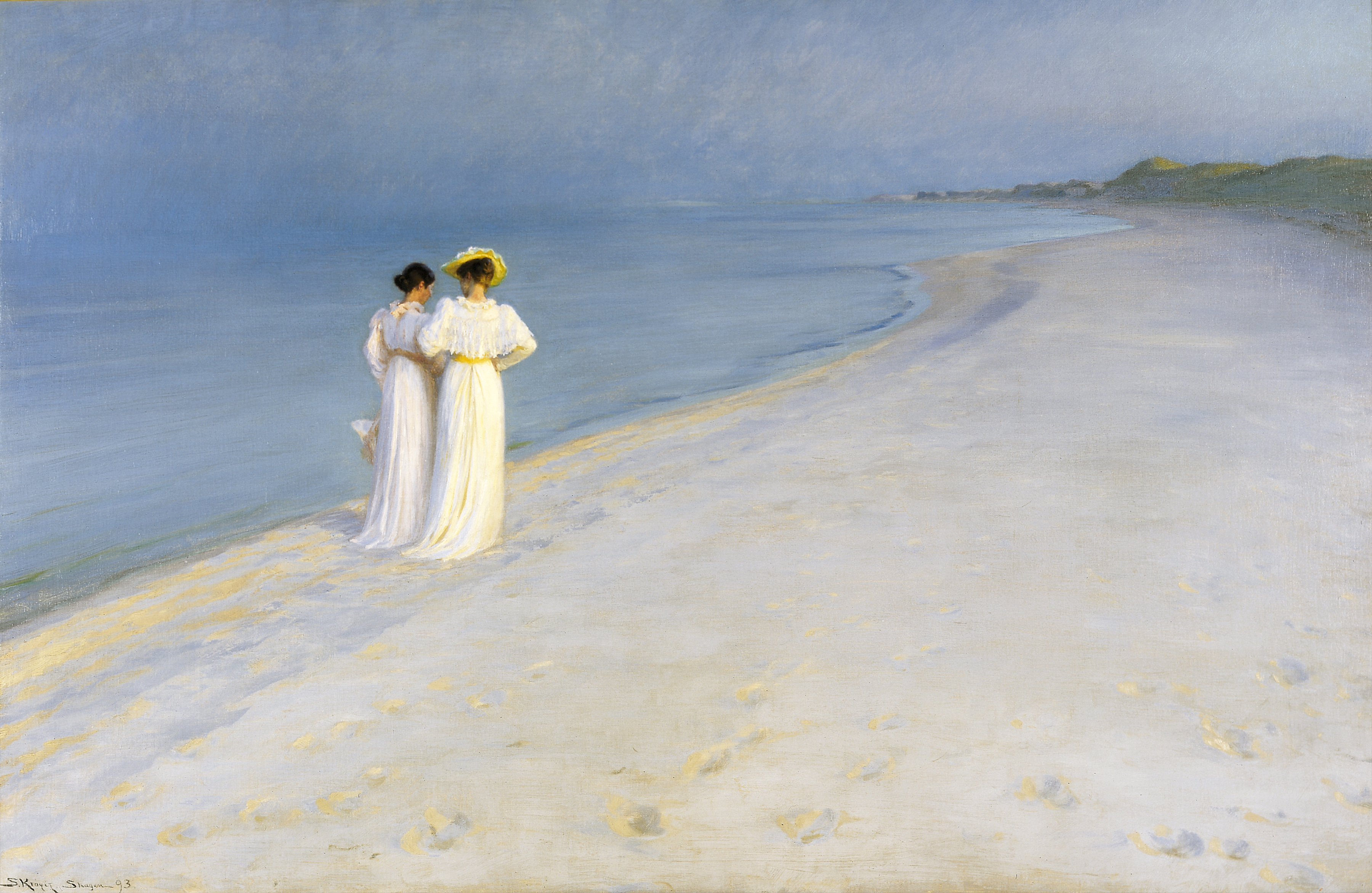
"أمسية صيفية على شاطئ سكاجين الجنوبي مع آنا أنشر وماري كروير" بريشة كروير 1893

أفضل أعمال كروير المعروفة والمحبوبة هي لوحة بعنوان «أمسية صيفية على شاطئ سكاجين الجنوبي مع آنا أنشر وماري كروير» 1893. قام كروير برسم العديد من مناظر الشاطئ التي تصور الحياة الترفيهية على الشاطئ مثل السباحون وعربات الأطفال والصيادون المحليون.

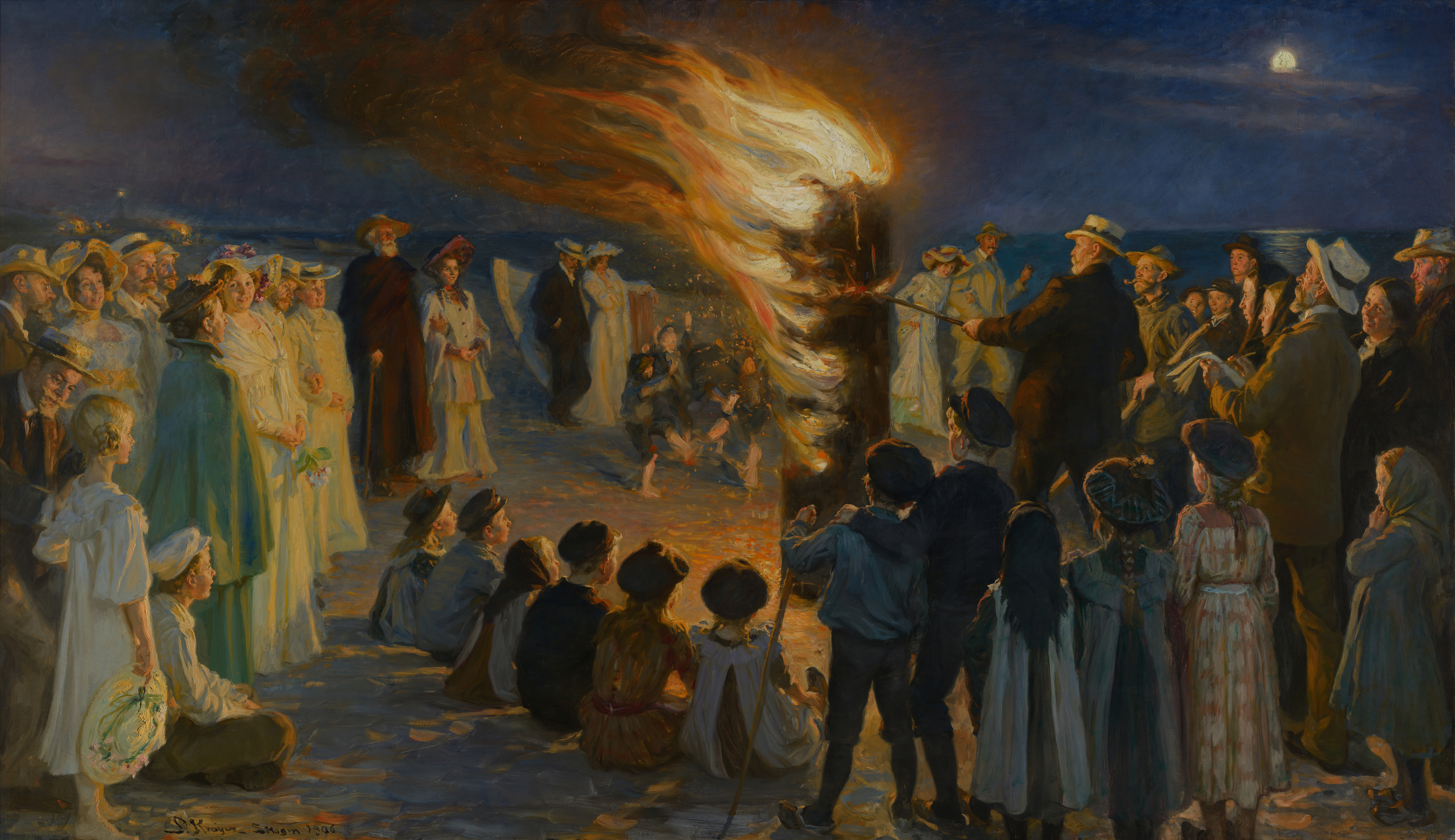
عشية منتصف الصيف على شاطئ بريشة كروير 1906

عمل آخر محبوب للغاية هو "عشية منتصف الصيف على شاطئ 1906. يضم هذا العمل الواسع النطاق حشدًا كبيرًا من مجتمع سكاجين الفني والمؤثر مجتمعين حول نار كبيرة على الشاطئ.

كلا هذين العملين موجودان في المجموعة الدائمة لمتحف سكاجين المخصص لهذا المجتمع من الفنانين، بما في ذلك أولئك الذين تجمعوا حول كروير.

أجتماع في الأكاديمية الملكية الدنماركية للعلوم والآداب بريشة كروير 1897

## معرض الصور

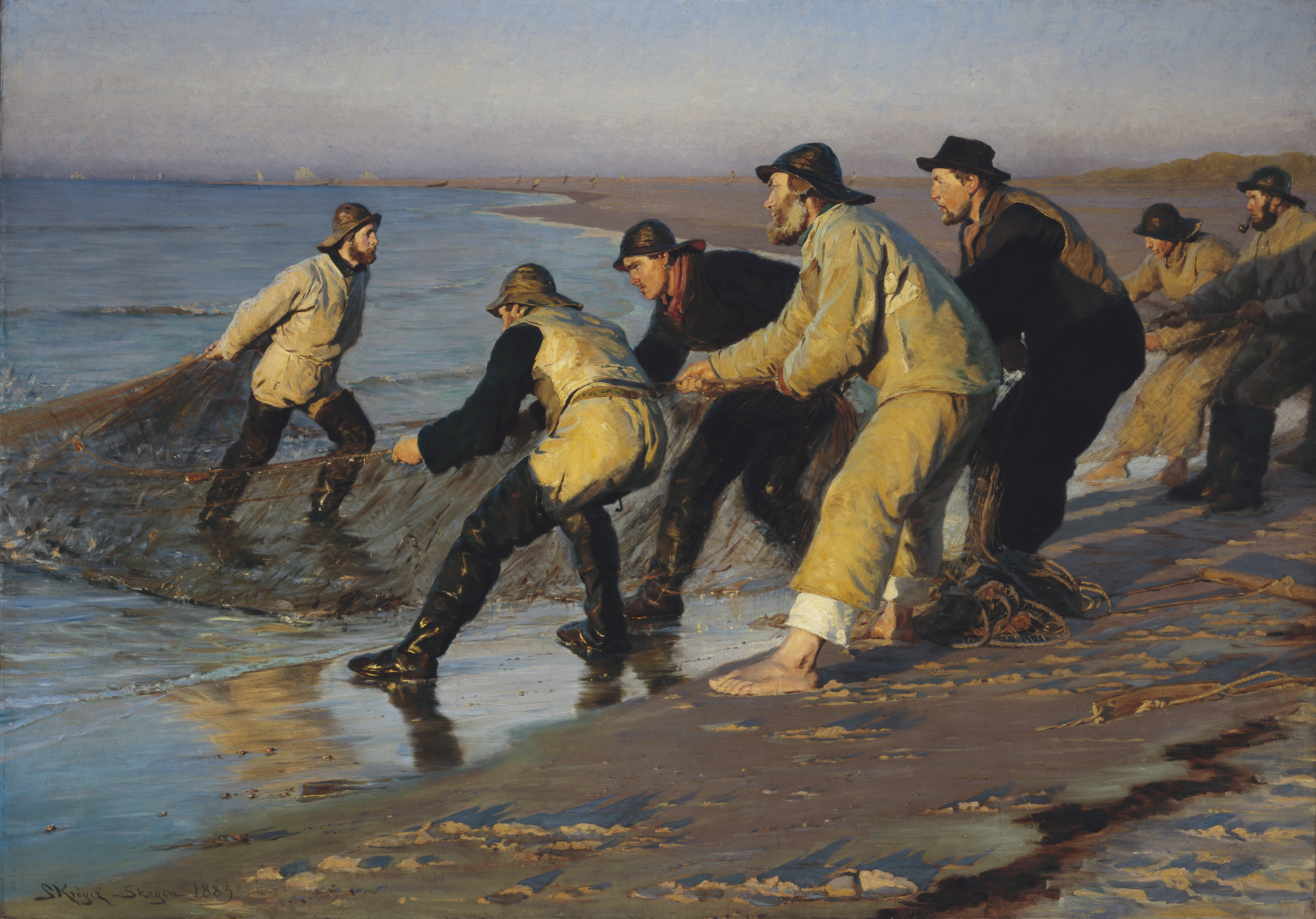
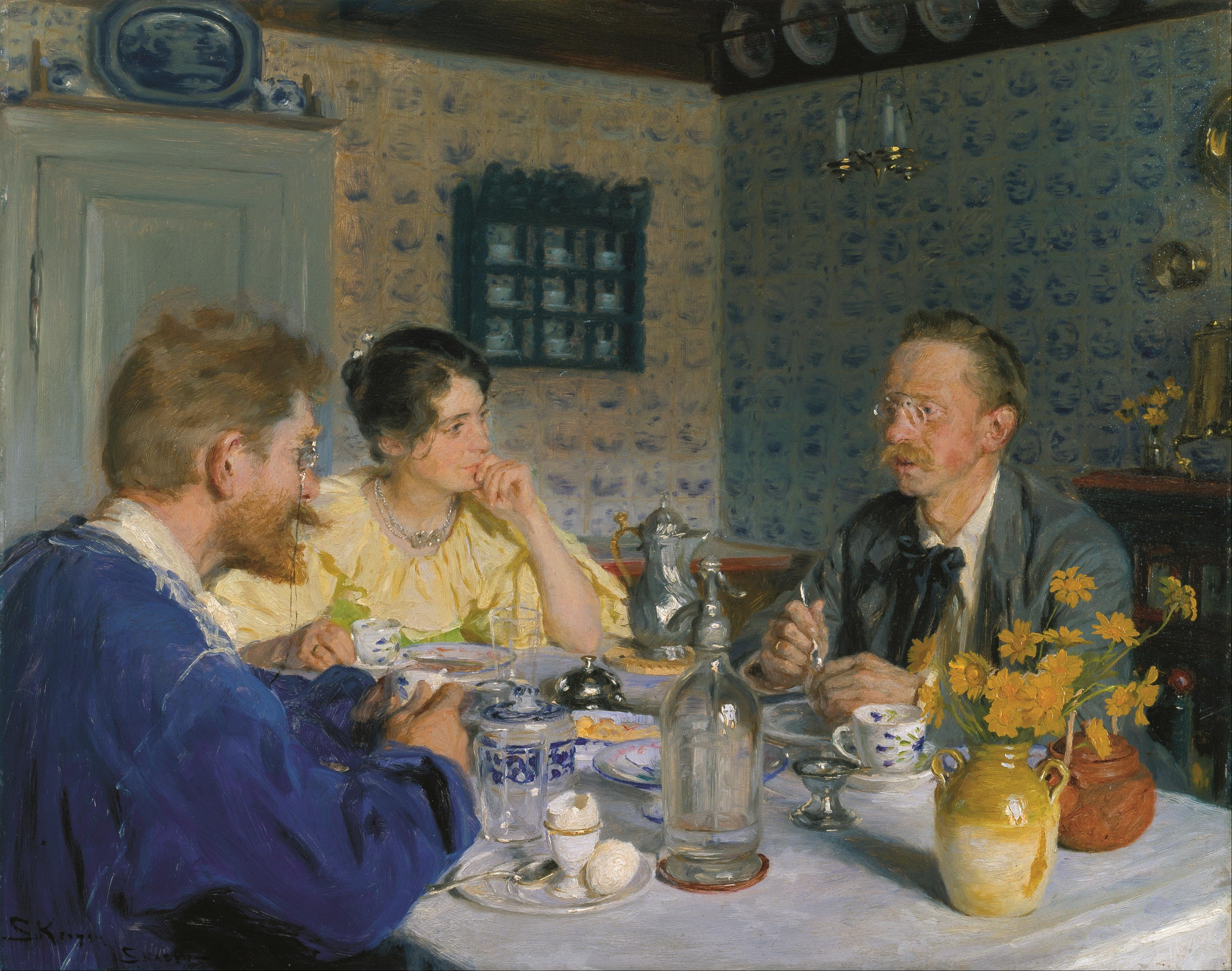
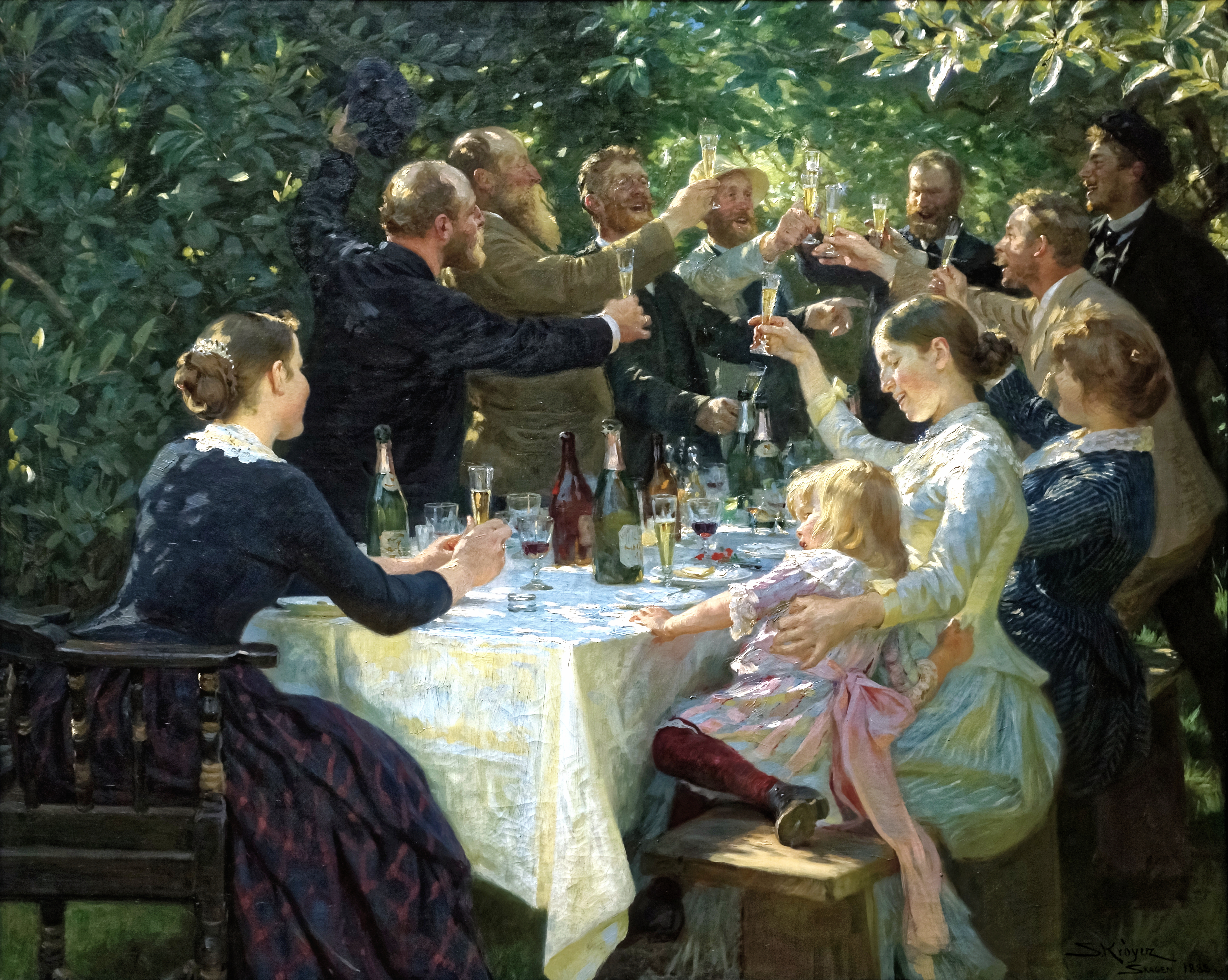
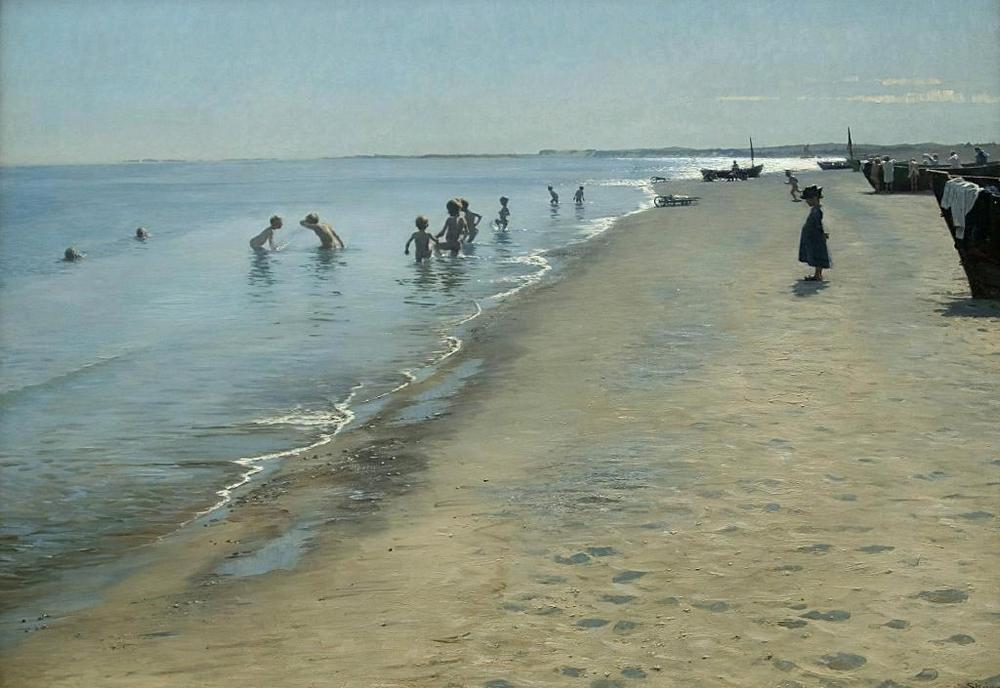
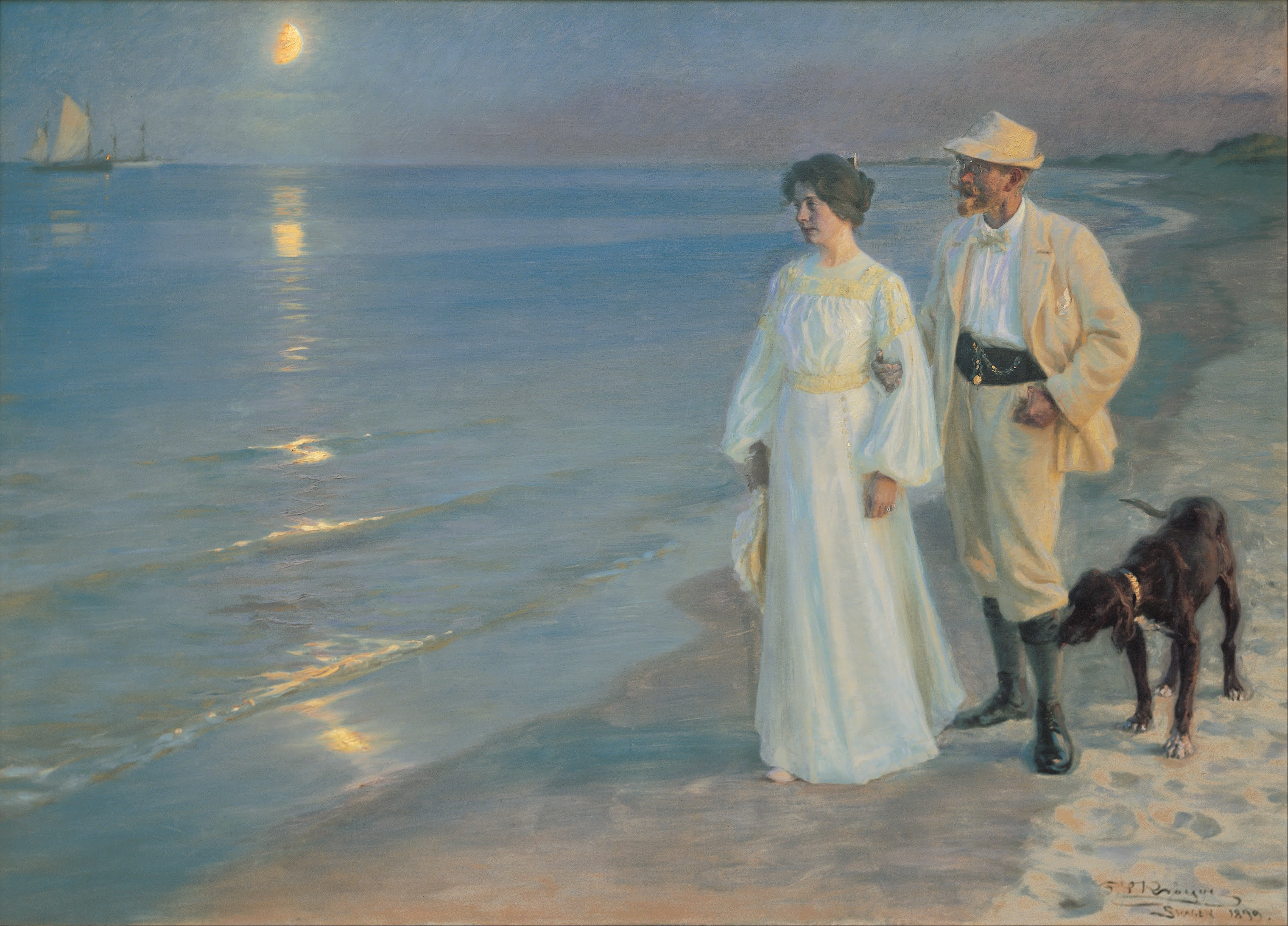
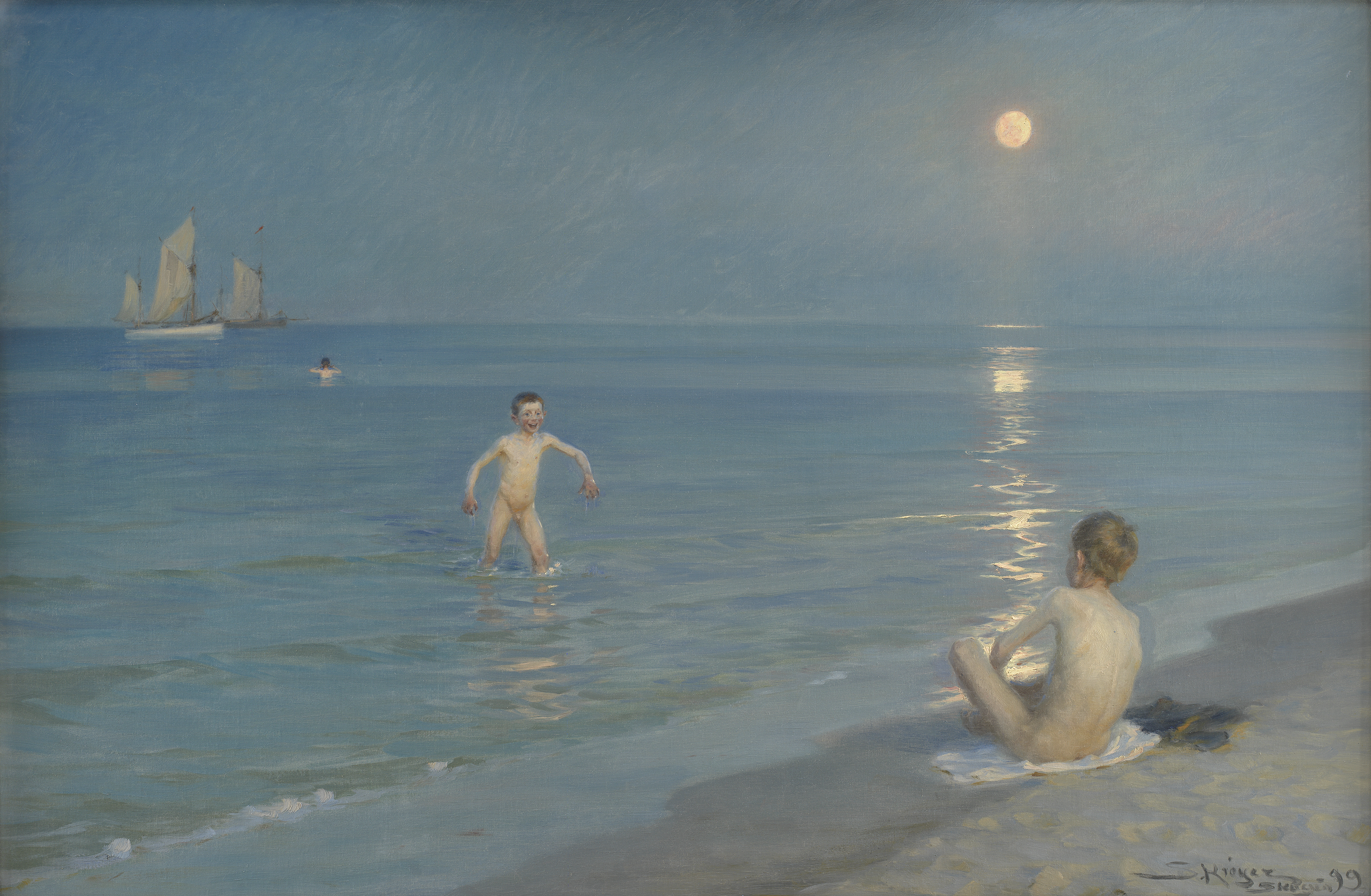
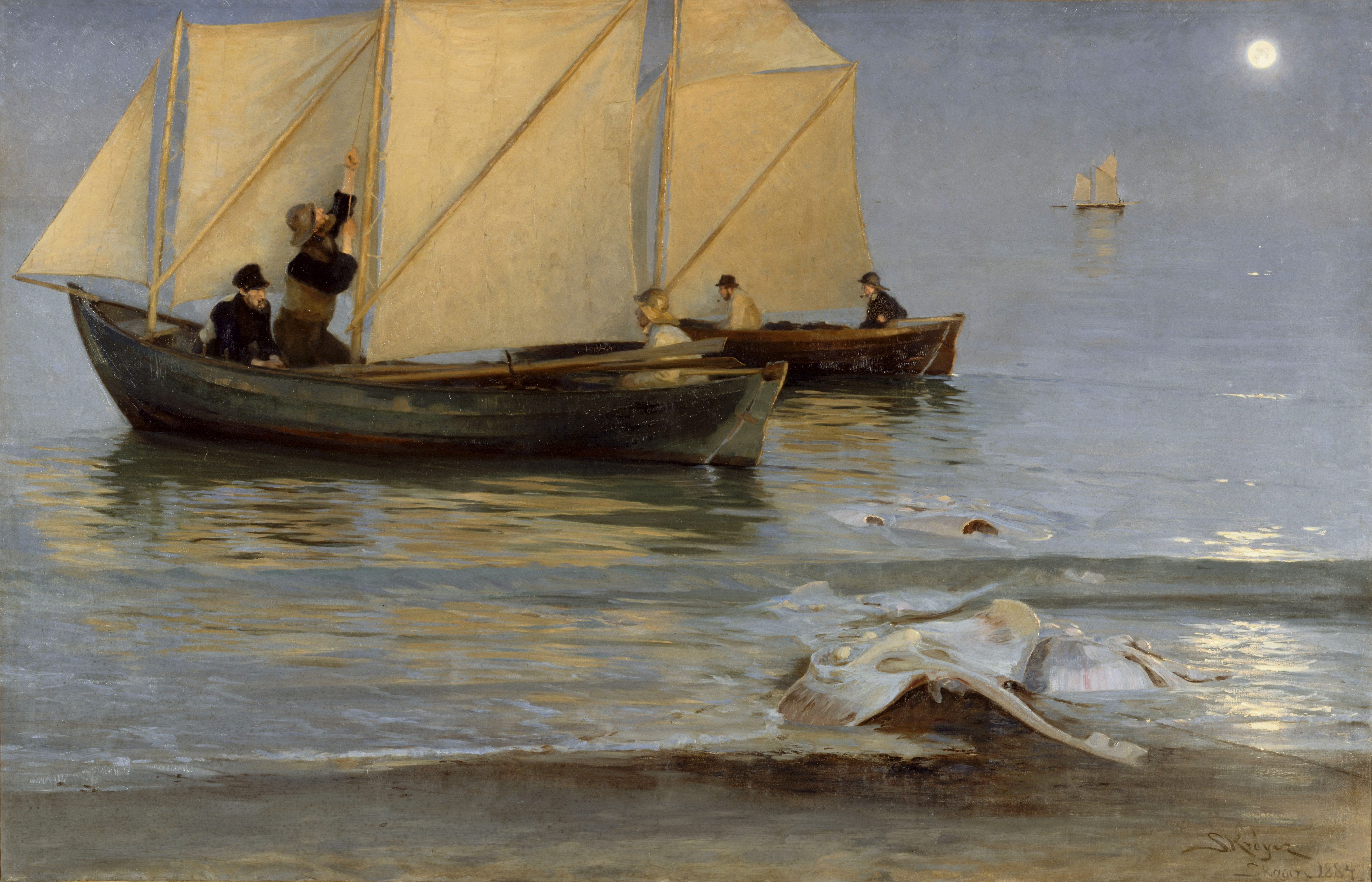
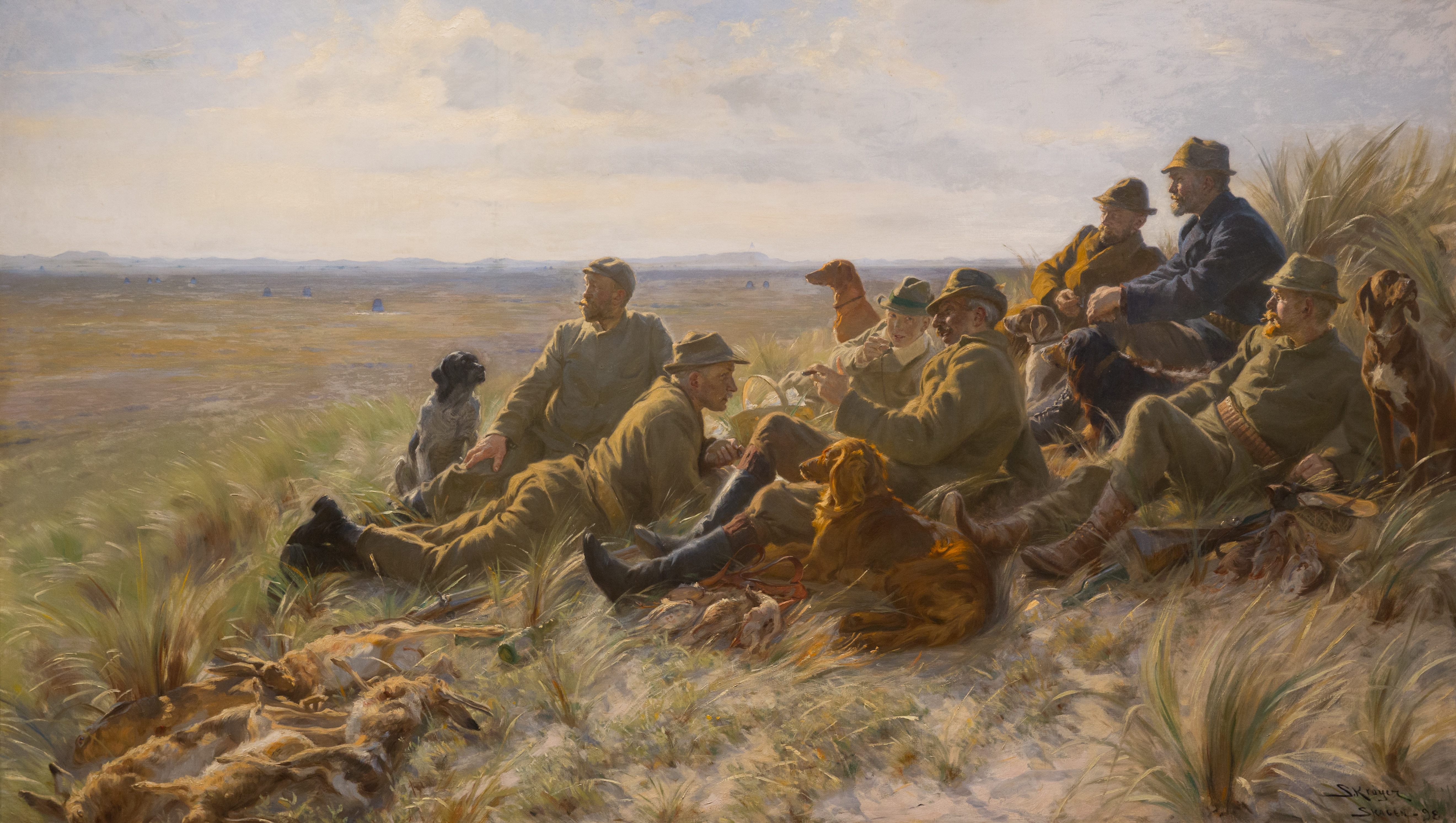
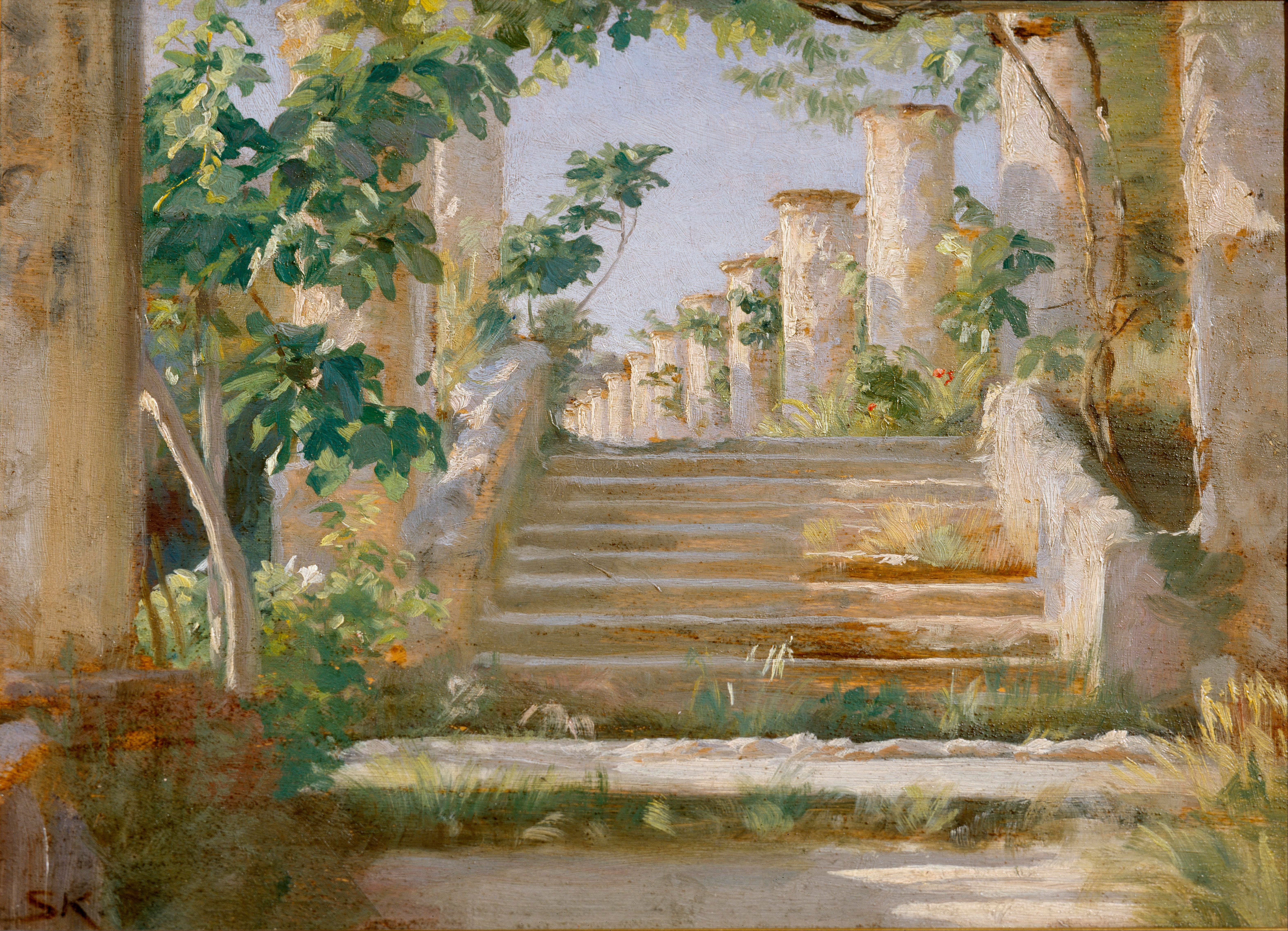
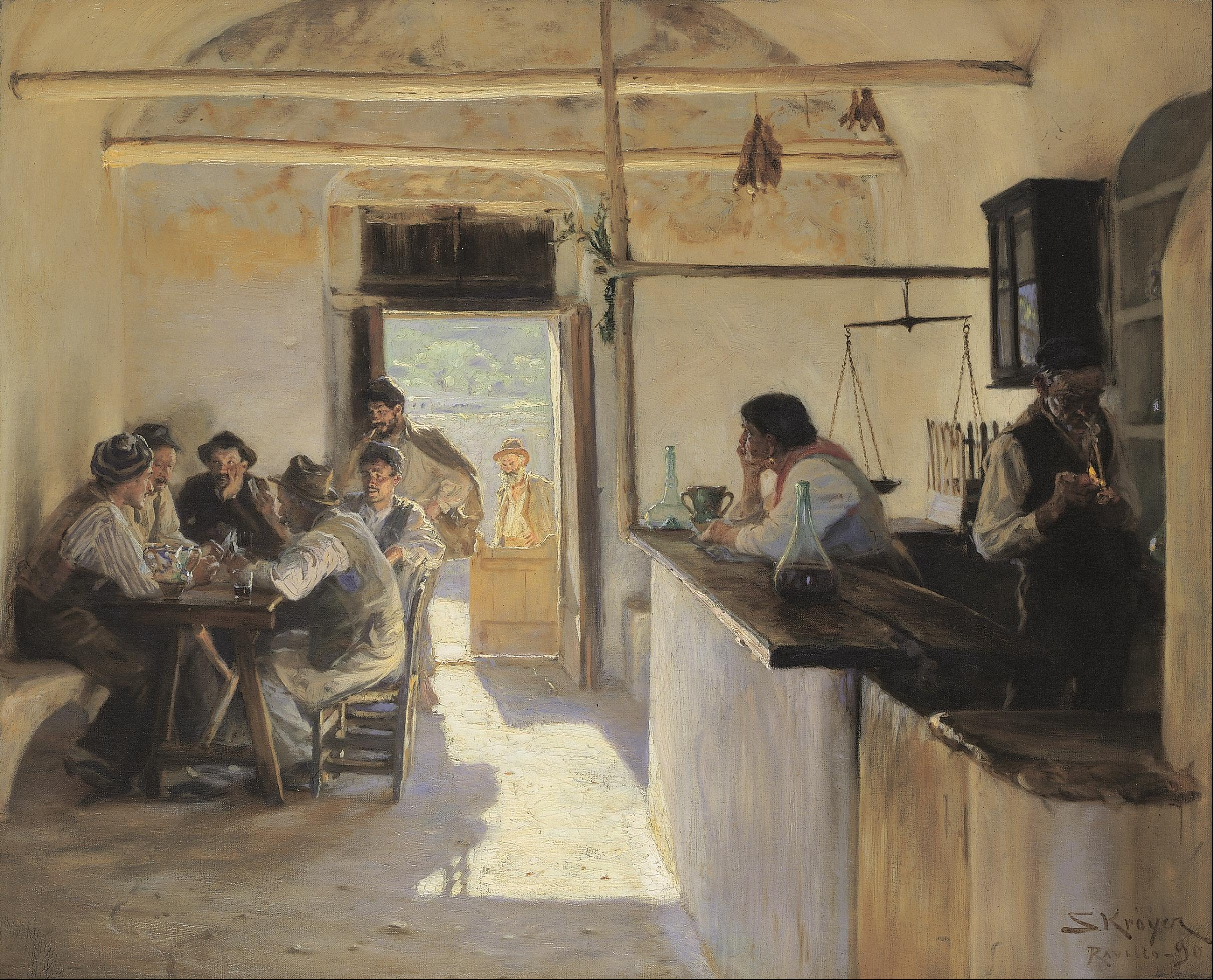
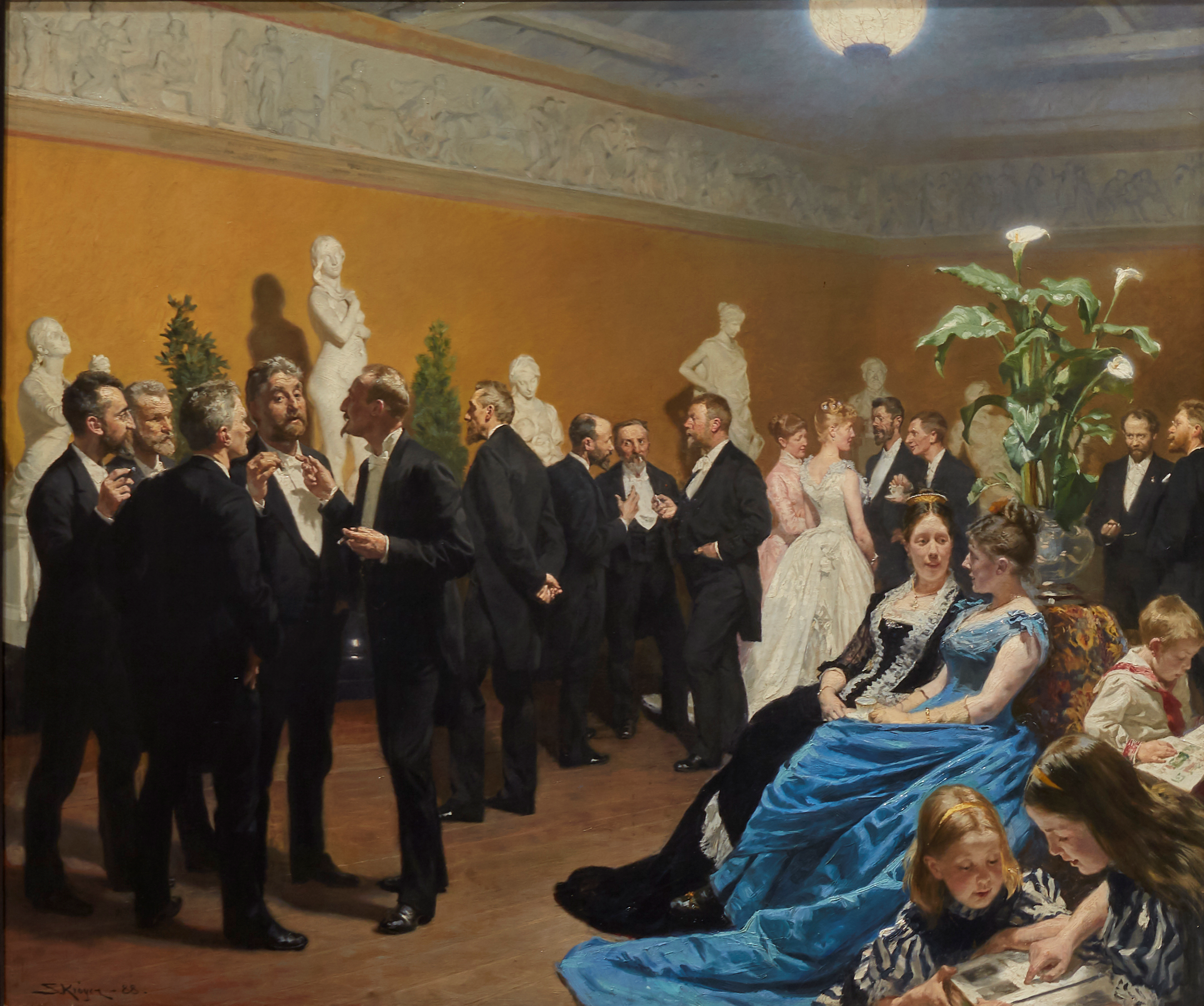
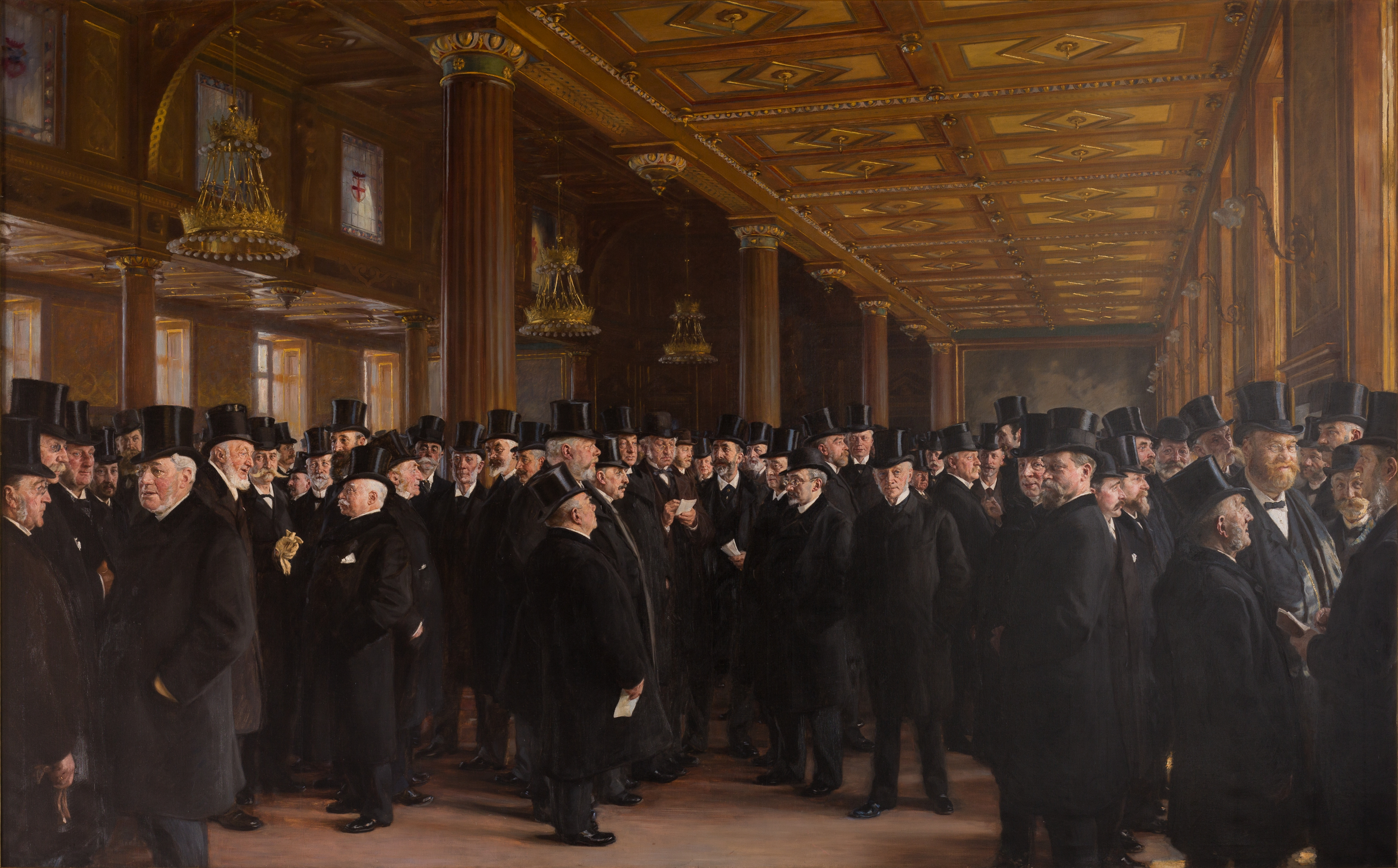
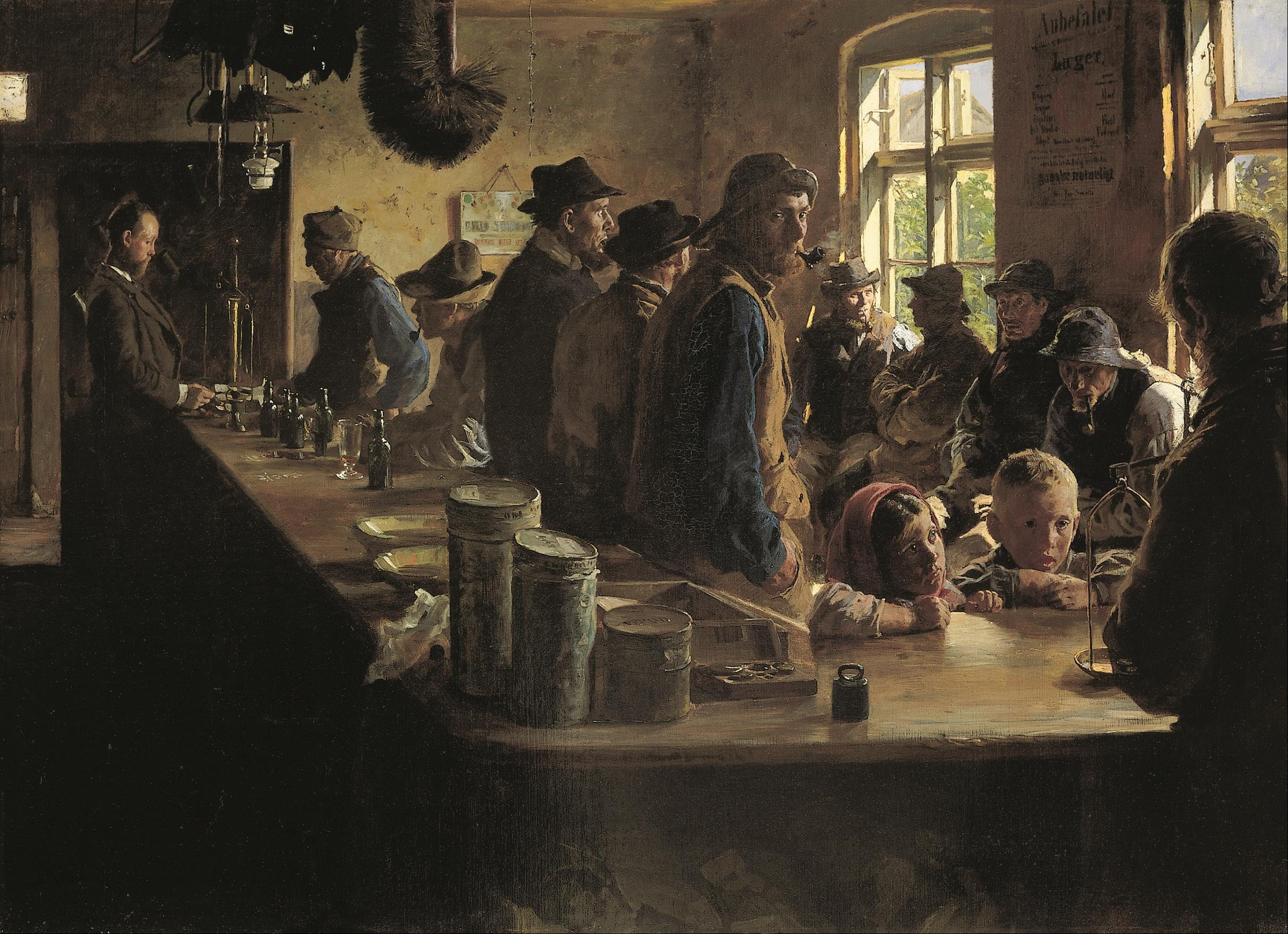
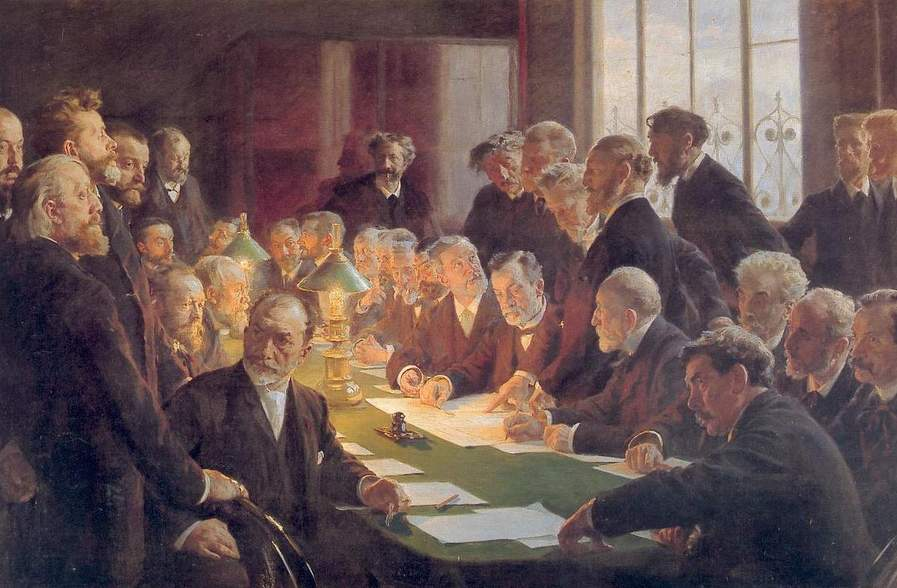
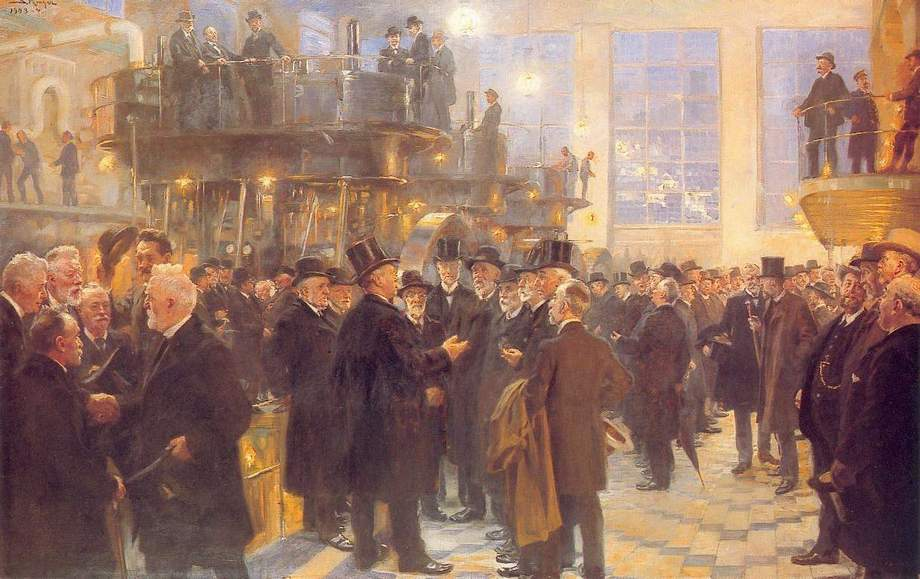
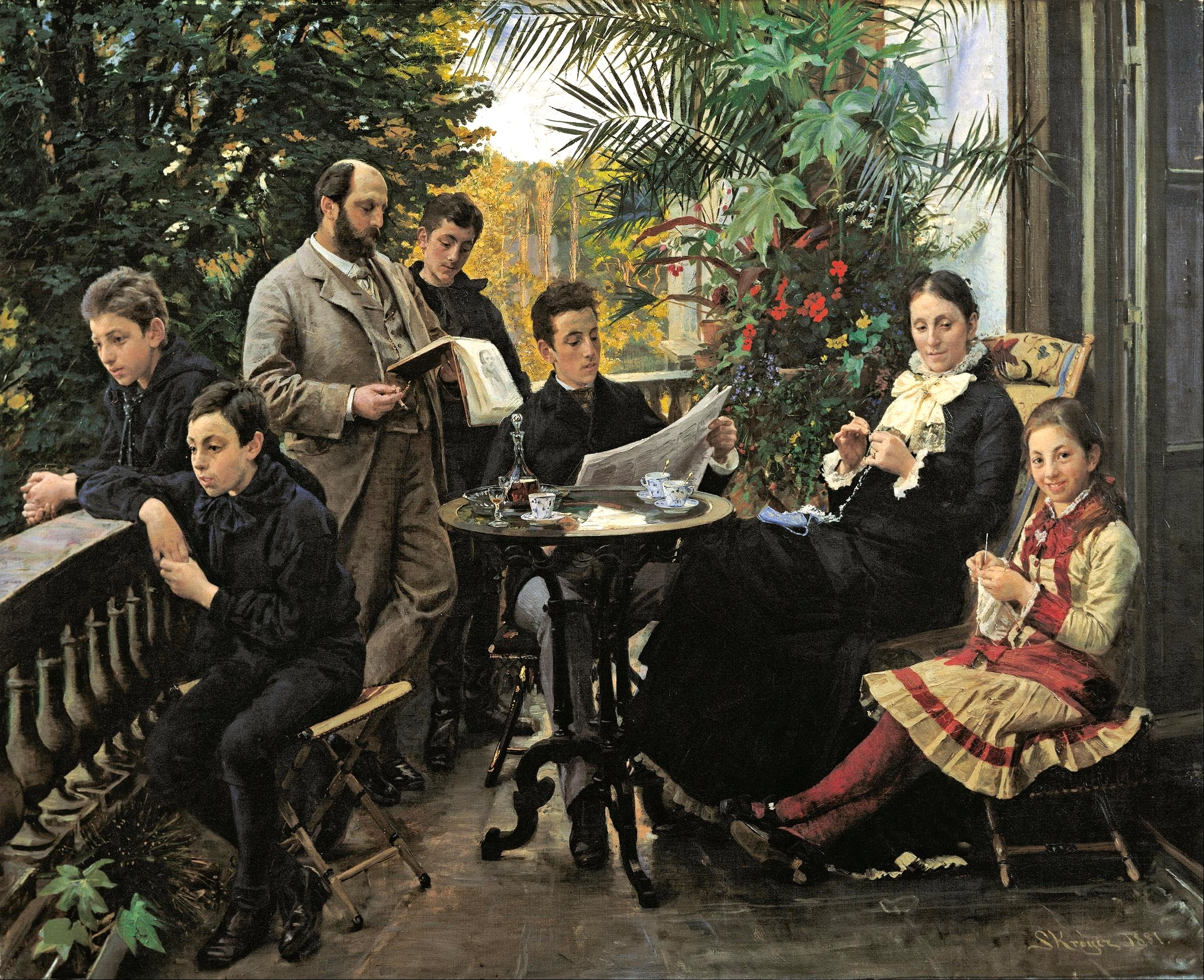
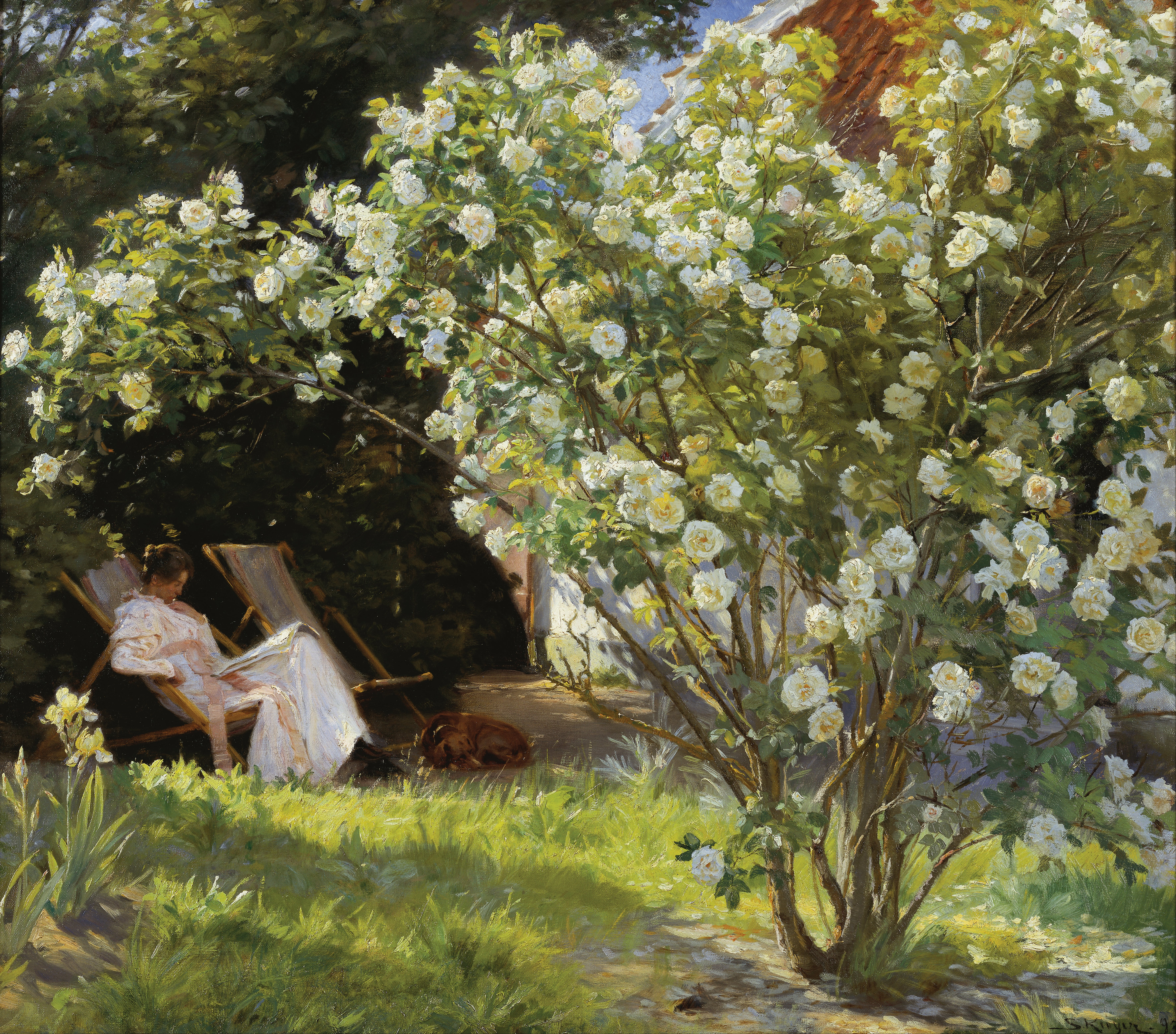
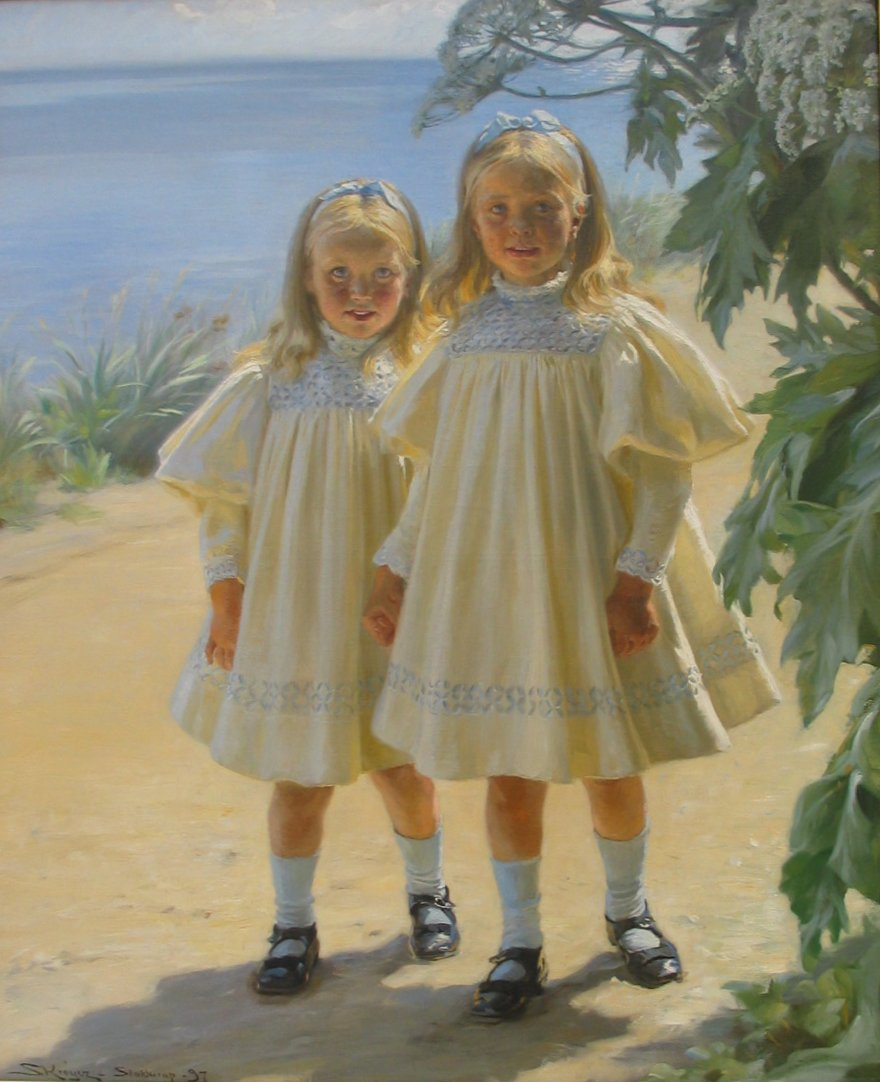
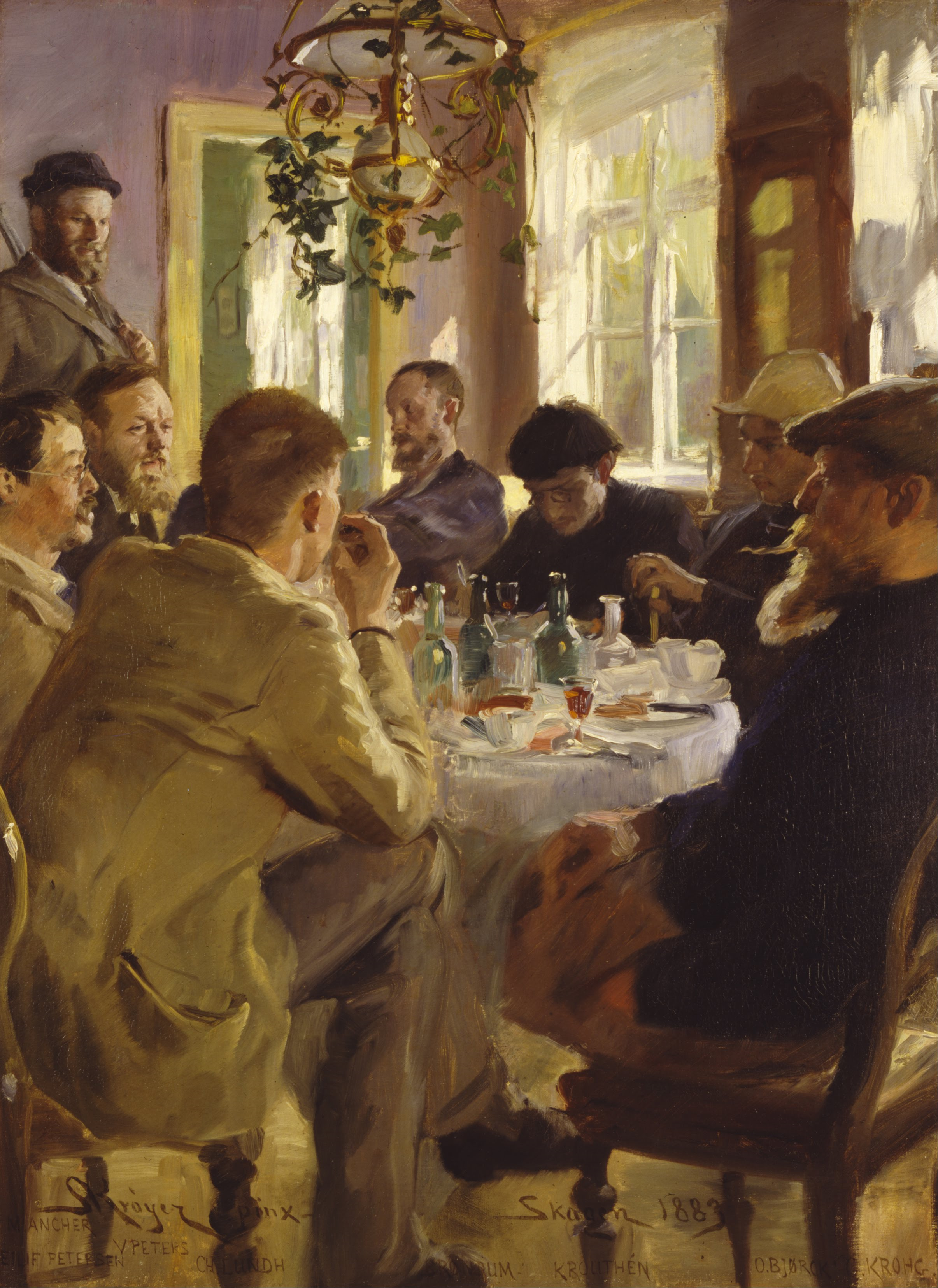
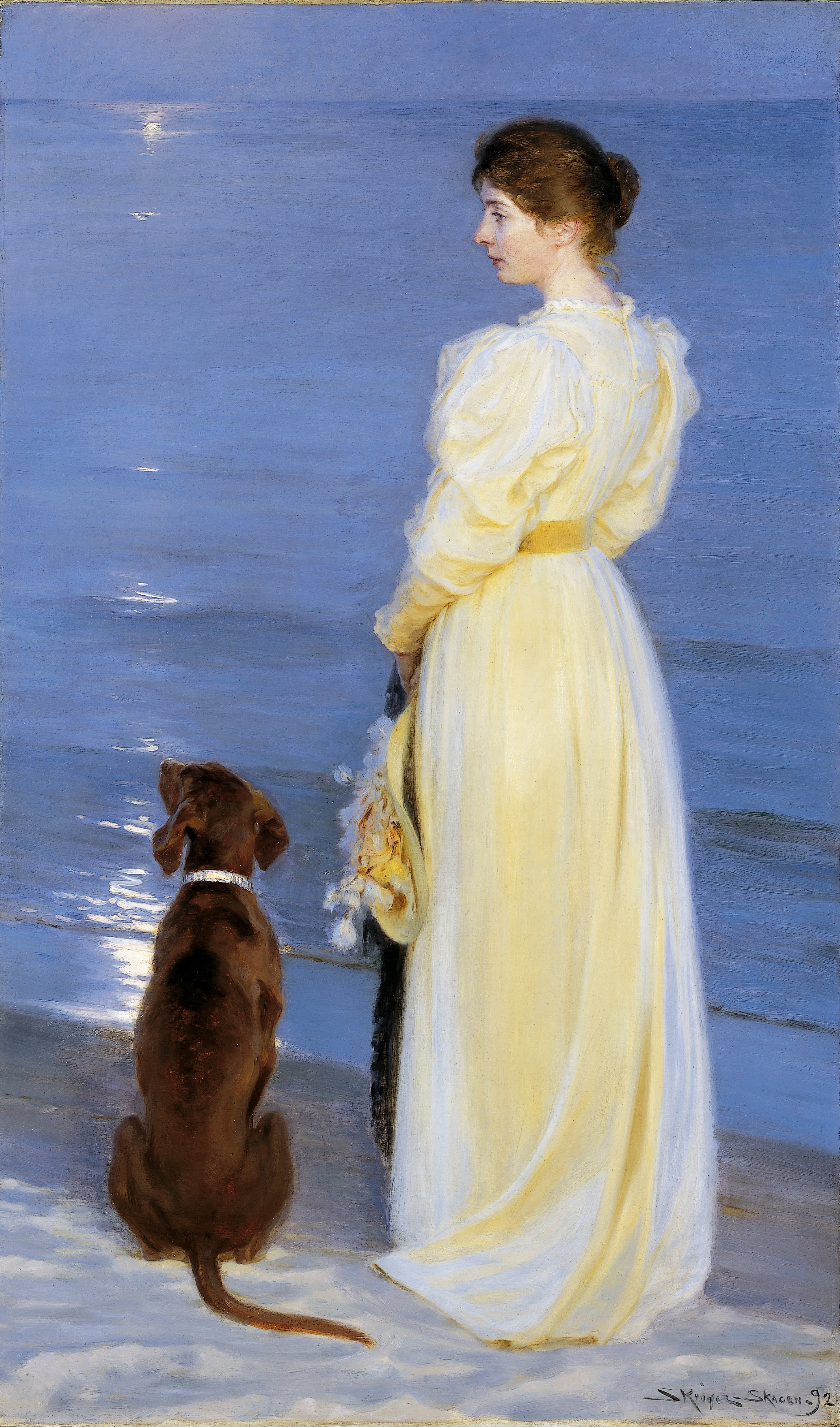